# Associazione Calcio Venezia 1989-1990
Questa voce raccoglie le informazioni riguardanti l'Associazione Calcio Venezia nelle competizioni ufficiali della stagione 1989-1990.

## Rosa
| N. |                   | Ruolo | Calciatore           |
| -- | ----------------- | ----- | -------------------- |
|    | Italia (bandiera) | C     | Stefano Andreatta    |
|    | Italia (bandiera) | C     | Walter Antonello     |
|    | Italia (bandiera) | C     | Claudio Bencina      |
|    | Italia (bandiera) | P     | Paolo Bianchet       |
|    | Italia (bandiera) | P     | Pierantonio Bosaglia |
|    | Italia (bandiera) |       | Bovo                 |
|    | Italia (bandiera) | A     | Massimo Castelli     |
|    | Italia (bandiera) | C     | Andrea Caverzan      |
|    | Italia (bandiera) | D     | Diego Donadon        |
|    | Italia (bandiera) | C     | Paolo Favaretto      |
|    | Italia (bandiera) | D     | Giancarlo Filippini  |

| N. |                   | Ruolo | Calciatore          |
| -- | ----------------- | ----- | ------------------- |
|    | Italia (bandiera) | D     | Daniele Filisetti   |
|    | Italia (bandiera) | D     | Francesco Frascella |
|    | Italia (bandiera) | C     | Renzo Gobbo         |
|    | Italia (bandiera) | A     | Riccardo Gori       |
|    | Italia (bandiera) | C     | Fabrizio Perrotti   |
|    | Italia (bandiera) | D     | Andrea Poggi        |
|    | Italia (bandiera) | A     | Paolo Poggi         |
|    | Italia (bandiera) | D     | Massimiliano Rosa   |
|    | Italia (bandiera) | D     | Michele Serena      |
|    | Italia (bandiera) | D     | Paolo Siroti        |
|    | Italia (bandiera) | A     | Raffaele Solimeno   |

## Risultati

### Serie C1

#### Girone di andata
| 17 settembre 1989 1ª giornata | Lucchese | 2 – 0 | Venezia |  |

| 24 settembre 1989 2ª giornata | Venezia | 3 – 1 | Chievo |  |

| 1º ottobre 1989 3ª giornata | Alessandria | 0 – 0 | Venezia |  |

| 8 ottobre 1989 4ª giornata | Venezia | 0 – 0 | Carpi |  |

| 15 ottobre 1989 5ª giornata | Carrarese | 1 – 2 | Venezia |  |

| 22 ottobre 1989 6ª giornata | Venezia | 2 – 0 | Prato |  |

| 29 ottobre 1989 7ª giornata | Piacenza | 1 – 3 | Venezia |  |

| 5 novembre 1989 8ª giornata | Venezia | 2 – 1 | Lanerossi Vicenza |  |

| 12 novembre 1989 9ª giornata | Venezia | 1 – 0 | Arezzo |  |

| 19 novembre 1989 10ª giornata | Trento | 1 – 0 | Venezia |  |

| 26 novembre 1989 11ª giornata | Venezia | 2 – 0 | Modena |  |

| 3 dicembre 1989 12ª giornata | Mantova | 0 – 0 | Venezia |  |

| 10 dicembre 1989 13ª giornata | Venezia | 2 – 1 | Derthona |  |

| 17 dicembre 1989 14ª giornata | Casale | 0 – 1 | Venezia |  |

| 30 dicembre 1989 15ª giornata | Spezia | 1 – 0 | Venezia |  |

| 7 gennaio 1990 16ª giornata | Venezia | 2 – 0 | Montevarchi |  |

| 14 gennaio 1990 17ª giornata | Empoli | 2 – 0 | Venezia |  |

#### Girone di ritorno
| 28 gennaio 1990 18ª giornata | Venezia | 0 – 1 | Lucchese |  |

| 4 febbraio 1990 19ª giornata | Chievo | 1 – 2 | Venezia |  |

| 11 febbraio 1990 20ª giornata | Venezia | 0 – 0 | Alessandria |  |

| 18 febbraio 1990 21ª giornata | Carpi | 1 – 0 | Venezia |  |

| 4 marzo 1990 22ª giornata | Venezia | 0 – 0 | Carrarese |  |

| 11 marzo 1990 23ª giornata | Prato | 1 – 0 | Venezia |  |

| 18 marzo 1990 24ª giornata | Venezia | 2 – 2 | Piacenza |  |

| 25 marzo 1990 25ª giornata | Lanerossi Vicenza | 1 – 2 | Venezia |  |

| 1º aprile 1990 26ª giornata | Arezzo | 1 – 1 | Venezia |  |

| 8 aprile 1990 27ª giornata | Venezia | 2 – 2 | Trento |  |

| 14 aprile 1990 28ª giornata | Modena | 1 – 0 | Venezia |  |

| 29 aprile 1990 29ª giornata | Venezia | 1 – 1 | Mantova |  |

| 6 maggio 1990 30ª giornata | Derthona | 0 – 0 | Venezia |  |

| 13 maggio 1990 31ª giornata | Venezia | 0 – 0 | Casale |  |

| 20 maggio 1990 32ª giornata | Venezia | 4 – 0 | Spezia |  |

| 27 maggio 1990 33ª giornata | Montevarchi | 1 – 2 | Venezia |  |

| 3 giugno 1990 34ª giornata | Venezia | 0 – 2 | Empoli |  |